# Leandra steyermarkii
Leandra steyermarkii är en tvåhjärtbladig växtart som beskrevs av John Julius Wurdack. Leandra steyermarkii ingår i släktet Leandra och familjen Melastomataceae.
Artens utbredningsområde är Venezuela. Inga underarter finns listade i Catalogue of Life.